# 오늘도 사랑스럽개 (드라마)
《오늘도 사랑스럽개》는 2023년 10월 11일부터 2024년 1월 10일까지 방영한 MBC 수요 드라마이다.

## 기획 의도
키스를 하면 개로 변하는 저주에 걸린 여자와, 그 저주를 풀 수 있지만 개를 무서워하는 남자 이야기를 담은 판타지 로맨스이다.

## 제작진

### 극본
- 백인아 : ( tvN 단막극 《드라마 스테이지 - 귀피를 흘리는 여자》(집필) 등 집필 )

### 연출
- 김대웅 : ( 영화 《벼룩아 울지마》(편집), 영화 《월세와 보증금》(각본&감독&제작), 영화 《레슬러》(각본&감독), 카카오 TV 4부작 웹드라마 《오늘부터 엔진 ON》(공동각본&연출) 등 연출

## 등장 인물

### 주요 인물
- 박규영: 한해나 / 막순 역 - 가람고등학교 국어 선생님
- 차은우: 진서원 / 수현 역 - 가람고등학교 수학 선생님
- 이현우: 이보겸 역 - 가람고등학교 한국사 선생님
- 윤현수: 최율 역 - 가람고등학교 해나 담임 반 학생
- 김이경: 민지아 / 초영 역 - 가람고 전학생

### 해나 가족
- 류아벨: 한유나 역 - 해나의 언니. 판동과 미선의 딸, 우택의 친구
- 정영주: 신미선 역 - 유나와 해나의 엄마. 판동의 아내.
- 김홍표: 한판동 역 - 유나와 해나의 아빠. 미선의 남편.
- 조진세: 송우택 역 - 유나의 소꿉친구. 해나네 가족이나 다름없는 소꿉친구
- 김해준: 삼촌 역 - 유나와 해나의 외삼촌

### 가람고 선생님들
- 이서엘: 윤채아 역 - 가람고 국어 선생님
- 송영아: 천송이 역 - 가람고 음악 선생님
- 유승목: 교감 역

### 해나 반 학생들
- 조아영: 송다은 역
- 강수빈: 권리애 역
- 김민지: 추소연 역
- 신준항: 조준서 역

### 그 외 인물
- 김민석: 강은환 역 (특별 출연, 7회 ~ 8회) - 서원의 고등학교 동창. 과거 서원 학폭 가해자.
- 이승준: 오상수 역 - 유나의 전 남친.

### 특별 출연
- 김수로: 택시 기사 역(1회)

## 시청률
최저 시청률과 최고 시청률은 시청률 조사회사와 지역별로 시청률에 차이가 있을 수 있습니다.
| 2023년 | 2023년    | 2023년         | 2023년       |
| 회차   | 방송일    | AGB 시청률     | AGB 시청률   |
| 회차   | 방송일    | 대한민국(전국) | 서울(수도권) |
| ------ | --------- | -------------- | ------------ |
| 제1회  | 10월 11일 | 2.2%           | -            |
| 제2회  | 10월 11일 | 2.8%           | 2.6%         |
| 제3회  | 10월 18일 | 1.9%           | -            |
| 제4회  | 11월 1일  | 1.7%           | -            |
| 제5회  | 11월 15일 | 1.7%           | -            |
| 제6회  | 11월 15일 | 2.2%           | -            |
| 제7회  | 11월 22일 | 2.2%           | -            |
| 제8회  | 11월 29일 | 1.9%           | -            |
| 제9회  | 12월 6일  | 1.8%           | -            |
| 제10회 | 12월 13일 | 1.9%           | -            |
| 제11회 | 12월 20일 | 1.5%           | -            |
| 제12회 | 12월 27일 | 1.8%           | -            |
| 2024년 |           |                |              |
| 제13회 | 1월 3일   | 1.5%           | -            |
| 제14회 | 1월 10일  | 1.5%           | -            |

## 결방 사유 및 편성 변경
- 2023년 10월 11일: 1회, 2회 연속 방송함.
- 2023년 10월 25일: MBC 스포츠 2023년 KBO 리그 준플레이오프 3차전 SSG 랜더스 VS NC 다이노스 중계방송으로 인한 결방.
- 2023년 11월 8일: MBC 스포츠 2023년 한국시리즈 2차전 kt wiz VS LG 트윈스 중계방송으로 인한 결방.
- 2023년 11월 15일: 5회, 6회 연속 방송함.

## 수상 목록
- 2023년 MBC 연기대상 미니시리즈 부문 여자 우수 연기상 (박규영)